# Kościół św. Jana Chrzciciela w Zaborsku
Kościół św. Jana Chrzciciela w Zaborsku – katolicki kościół filialny zlokalizowany we wsi Zaborsko w gminie Warnice, w powiecie pyrzyckim (województwo zachodniopomorskie). Należy do parafii św. Michała Archanioła w Starym Przylepie.

## Historia
Utrzymany w barokowym stylu kościół został wybudowany w 1721 roku. Murowany z cegły, sytuowany jest na rzucie prostokąta. Nawa główna nakryta jest dachem dwuspadowym. Do kościoła przylega wieża na planie kwadratu, zdobiona blendami o łuku odcinkowym, zwieńczona hełmem z ażurową latarnią. Szczyt wschodni zdobią lizeny i blendy. Okna zamknięte są łukami odcinkowymi, portale natomiast łukami pełnymi. Na przełomie XIX i XX wieku kościół został przebudowany.
Wnętrze kościoła nakryte jest drewnianym stropem, ozdobionym polichromiami przedstawiającymi sceny z życia Chrystusa. Nad wejściem znajduje się wsparta na filarach empora chórowa. Zachował się barokowy ołtarz.
Po II wojnie światowej kościół został poświęcony jako świątynia katolicka w 1946 roku.